# Henry Wessel

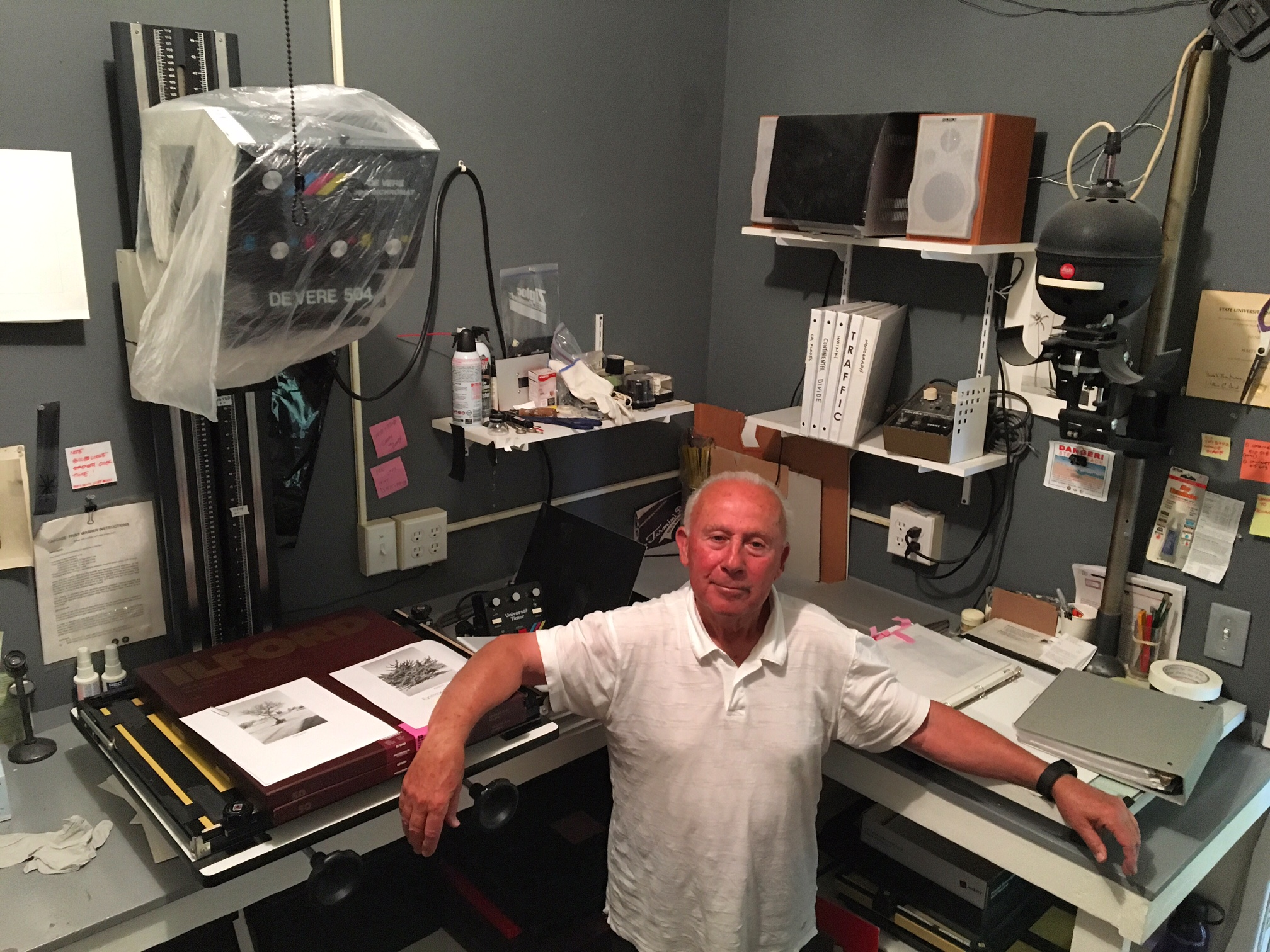
Henry Wessel (2016)

Henry Wessel Jr. (* 28. Juli 1942 in Teaneck, New Jersey, USA; † 20. September 2018 in Point Richmond, Kalifornien) war ein US-amerikanischer Fotograf.
Er gilt als einer der wichtigen Vertreter des „New Topographic Movement“ in der Fotografie.

## Leben
Geboren und aufgewachsen in Teaneck, New Jersey, studierte Henry Wessel Psychologie an der Pennsylvania State University (Bachelor-Abschluss) und erwarb seinen Master of Arts für Fotografie an der State University of New York. 1969 zog Wessel nach Los Angeles. Hier wandte er sich, wie er selbst beschrieb, beeinflusst vom harten kalifornischen Winter, Motiven zu, die bis dahin eher kaum für fotografierenswert befunden wurden, vor allem der vom Menschen veränderten Landschaft. 1973 richtete ihm das New Yorker Museum of Modern Art eine erste Ausstellung aus. 1975 nahm er an der Ausstellung des George Eastman House in Rochester, New York mit dem Titel „New Topographics: Photographs of the Man-Altered Landscape“ („Neue Topographien: Fotografien der vom Menschen veränderten Landschaft“) teil. Diese Ausstellung begründete nicht allein den Namen für eine neue fotografische Bewegung, sie war auch ein Wendepunkt in der amerikanischen Landschaftsfotografie. Nicht mehr der z. T. romantisierende und naturnahe Blick von Fotografen wie Ansel Adams oder Edward Weston, sondern ein nüchtern dokumentierender Blick auf die zerfasernden Stadtränder, Gewerbe- und Industriegebiete der Moderne stand im Interesse diesen neuen Fotografengeneration. Das George-Eastman-House, Kurator William Jenkins präsentierte sechs Fotografen mit ähnlichen Anliegen und Sichtweisen: Robert Adams, Lewis Baltz, Bernd und Hilla Becher, Stephen Shore und Henry Wessel.
Henry Wessel sind seitdem eine Vielzahl von Ausstellungen gewidmet worden, viele seiner Projekte wurden in Büchern dokumentiert. Neben den „topographischen“ Arbeiten (z. B. Werkgruppe „California and the West“), die sich alltäglichen Stadtlandschaften widmen, ist Wessel unter anderem mit Werkgruppen von Nachtaufnahmen (Night Walk / Nachtspaziergang), architektonischen Dokumentationen (z. B. Real Estate Photographs / Immobilienfotografien) oder „Las Vegas“ hervorgetreten.
Henry Wessel fotografierte bevorzugt mit Leica 35 mm Kameras und 28 mm Brennweite auf Kodak Tri-X Film in Schwarz-Weiß. Er lebte im kalifornischen Richmond, wo er im September 2018 im Alter von 76 Jahren starb.

## Ausstellungen
- 1973: Museum of Modern Art, New York
- 1975: George Eastman House, Rochester, USA
- 1987: International Museum of Photography, Osaka, Japan
- 1998: Museum of Contemporary Art, Los Angeles
- 2007: San Francisco Museum of Modern Art, USA
- 2007: Die Photographische Sammlung/SK Stiftung Kultur, Köln
- 2009/2010: Städtische Galerie Wolfsburg

## Veröffentlichungen
- House Pictures. Fraenkel Gallery, San Francisco 1992.
- Henry Wessel. Steidl, Göttingen 2006, ISBN 978-3-86521-391-4.
- California and the West / Odd Photos / Las Vegas / Real Estate Photographs / Night Walk; Henry Wessel. Steidl, Göttingen 2006, OCLC 255302237.
- Waikiki. Steidl, Göttingen 2011, ISBN 978-3-86930-300-0.
- Incidents. Steidl, Göttingen 2013, ISBN 978-3-86930-697-1.

## Auszeichnungen
- 2008: Deutscher Fotobuchpreis

## Ausstellungskataloge
- Thomas Zander (Hrsg.): Henry Wessel. San Francisco Museum of Modern Art, San Francisco 2007, ISBN 978-3-86521-391-4.